# Сериков, Владимир Ильич
Влади́мир Ильи́ч Се́риков (укр. Володимир Ілліч Сєріков; 21 января 1970, Харьков — ноябрь 2016, Харьков) — советский и украинский футболист, выступавший на позициях полузащитника и защитника

## Биография
Воспитанник футбольной школы харьковского «Металлиста». В течение 1987—1988 годов выступал за дублирующий состав команды (8 матчей, 1 гол). В 1989 году был призван в армию, во время службы выступал за киевский СКА, в составе которого в 1990 году дебютировал в профессиональных соревнованиях, проведя 11 матчей во второй низшей лиге чемпионата СССР. После демобилизации стал игроком северодонецкого «Химика», с которым сначала выступал в соревнованиях коллективов физкультуры, а в 1991 году — также во втором низшем дивизионе советского футбола. По ходу сезона 1991 года перешёл в житомирское «Полесье», в составе которого в следующем году дебютировал в чемпионатах независимой Украины. За исключением непродолжительного периода в 1992 году, когда игрок выступал в любительском «Осколе» из Купянска, цвета «Полесья» Сериков защищал до конца 1997 года, в 1993 году в составе команды став серебряным призёром второй лиги Украины. Провёл в житомирском клубе более 200 матчей в чемпионате Украины, чем привлёк внимание селекционеров своей родной команды — харьковского «Металлиста», куда и перешёл перед началом весенней части чемпионата 1997/98. В дебютном сезоне отыграл 16 матчей, чем помог коллективу выиграть бронзовые награды первой лиги, что позволило харьковчанам вернутся в высший дивизион. Тем не менее, перед стартом следующего чемпионата отправился в полугодичную аренду в «Полесье». По возвращении в Харьков, 7 марта 1999 года, выступая за «Металлист» дебютировал в высшей лиге, выйдя в стартовом составе в выездном матче против СК «Николаев». Тем не менее, на поле в первой команде появлялся не часто, больше времени проводя в «Металлисте-2» во второй лиге. Покинул клуб по окончании сезона 1999/2000.
В 2000 году подписал контракт с александрийской «Полиграфтехникой», в составе которой в дебютном сезоне стал бронзовым призёром первой лиги Украины, появляясь на поле в большинстве матчей. В следующем чемпионате, сыграв за команду 2 мачта в высшем дивизионе, покинул стан александрийцев и перебрался в соседний Кировоград, где до конца 2001 года защищал цвета местной «Звезды» в первой лиге. Перед началом весенней части сезона стал игроком выступавших во втором дивизионе «Сум», в составе которых провёл полгода. Следующий чемпионат начал в «Полесье», однако отыграв 6 матчей за команду, завершил выступления на профессиональном уровне. Закончив карьеру, некоторое время играл за любительские команды, преимущественно из Харькова и Харьковской области

### Тренерская карьера
В 2003 году возглавил «Энергетик» из Солоницевки, который привёл к победе в чемпионате Харьковской области в 2004 году. В 2006 году стал тренером двуречанского «Локомотива», в том году дебютировавшего во второй лиге, однако сыграв 5 матчей команда лишилась финансирования и была расформирована. Затем работал детским тренером в харьковской ДЮСШ ХТЗ
Скончался в 2016 году в Харькове

## Достижения
- Серебряный призёр второй лиги чемпионата Украины: 1992/93
- Бронзовый призёр первой лиги чемпионата Украины: 1997/98, 2000/01